# Chrysolina oricalcia

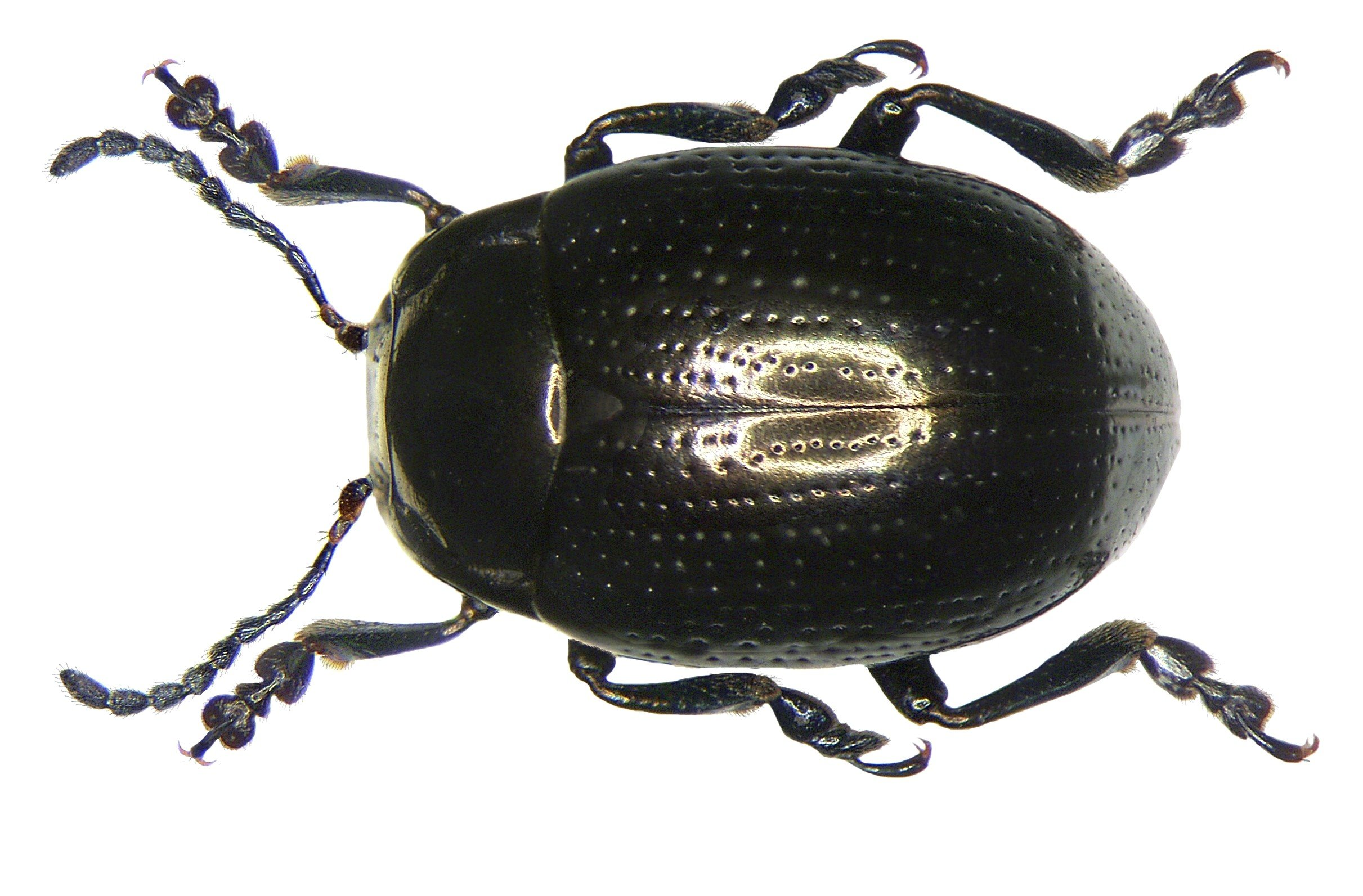
Chrysolina oricalcia – Präparat

Chrysolina oricalcia, auch als Brauner Blattkäfer bekannt, ist ein Käfer aus der Familie der Blattkäfer (Chrysomelidae).

## Merkmale
Die Käfer, die eine kurzovale Gestalt von 6 bis 9 Millimetern Länge aufweisen, besitzen eine variable Färbung. Gewöhnlich sind Kopf und Halsschild schwarz gefärbt, während die Flügeldecken überwiegend bronzefarben bis dunkelblau sind. Die Seiten des Halsschilds sind nach oben gebogen, und auf den Flügeldecken verlaufen deutliche, nach hinten verkürzte Punktreihen.

## Ähnliche Arten
- Chrysolina chalcites,[3] in Süd- und Südost-Europa vorkommend.

## Vorkommen
Die Art ist in Europa weit verbreitet. Sie fehlt auf der Iberischen Halbinsel und auf der irischen Insel.

## Lebensweise
Die Käfer fliegen von Mai bis Oktober. Man findet sie häufig in Gewässernähe, in lichten Wäldern und an Waldrändern. Zu den Futterpflanzen der Art gehören Wiesen-Kerbel (Anthriscus sylvestris), Gold-Kälberkropf (Chaerophyllum aureum), Gewöhnlicher Giersch (Aegopodium podagraria), Schwarz-Pappel (Populus nigra) und Wiesen-Bärenklau (Heracleum sphondylium).

## Taxonomie
In der Literatur finden sich folgende Synonyme:
- Chrysomela bulgarensis Schrank, 1781
- Chrysomela lamina Fabricius, 1792
- Chrysomela oricalcia Müller, 1776 – ursprüngliche Namenskombination
- Chrysolina oricalcea Müller, 1776
- Chrysomela orchicalcia